# Mameshiba
Mameshiba (マメシバ?, Mameshiba) è un brano musicale della cantante giapponese Maaya Sakamoto, pubblicato come singolo il 16 dicembre 2000. Il testo di Mameshiba è stato scritto dalla stessa Maaya Sakamoto, mentre il testo di Kuuki to Hoshi, lato B del singolo, è stato scritto da Yūho Iwasato. La musica per entrambi i brani è stata composta da Yōko Kanno.
Il brano è stato utilizzato come sigla di chiusura dell'anime Arjuna - La ragazza terra, ed è stato incluso, oltre che nelle colonne sonore dell'anime, anche nell'album Lucy, terzo album studio della Sakamoto.

## Tracce
CD singolo
1. Mameshiba (マメシバ?, Mameshiba) - 6:08
2. Kuuki to hoshi (空気と星?, Kuuki to hoshi) - 5:21
3. Mameshiba (マメシバ?, Mameshiba)  (instrumental) - 6:08

Durata totale: 17:54

## Classifiche
| Classifica (1999)                        | Posizione più alta |
| ---------------------------------------- | ------------------ |
| Giappone (Classifica settimanale Oricon) | 47                 |